# Accidentally in Love (film)
Accidentally in Love is een Amerikaanse romantische komedie van Hallmark Channel uit 2011. De televisiefilm werd geregisseerd door David Burton Morris en heeft Jennie Garth en Ethan Erickson in de hoofdrollen.

## Verhaal
Eddie Avedon is de acteur achter het konijn "Mulligan" uit de gelijknamige populaire kindertelevisiereeks. Hij wil echter overstappen naar serieuze filmrollen. Annie Benchley werkt als serveerster in een eethuis. Haar man is enkele jaren tevoren overleden en hun dochtertje is nagenoeg blind. Op een dag komt Eddie's peperdure Mercedes-Benz E-Klasse in botsing met Annie's wrakkige AMC Gremlin, maar hij is laat voor een auditie en rijdt na een korte ruzie door. Annie heeft echter wel zijn autopapieren. Als Eddie deze, na aan de kant te zijn gezet voor overdreven snelheid, niet kan voorleggen, wordt hij opgesloten. Hij weet wel waar Annie werkt en belt haar daar op met de vraag de papieren te brengen. Op het politiekantoor komen ze overeen dat Annie geen klacht tegen hem zal indienen als Eddie de reparatie van haar auto betaalt.
Als Eddie bij Annie langsgaat met de cheque ontmoet hij Annie's dochtertje Taylor, die een grote fan van Mulligan is. Ondanks zijn gespannen, boze verhouding tot Annie, belooft hij haar een ontmoeting met Mulligan; maar dat hij de acteur achter het konijn is, houdt hij voor zich. Na de ontmoeting smelt de boosheid weg en raken ze bevriend. Na een tijdje regelt Eddie dat een hulporganisatie een peperdure operatie zal betalen om Taylors zicht te herstellen. Hij zegt echter dat die operatie al binnen enkele weken kan geschieden terwijl het in werkelijkheid enkele jaren kan duren. Als Annie daarachter komt, is ze opnieuw boos op hem. Eddie wordt intussen gevraagd door een gekend regisseur en ze zien elkaar een tijdje niet meer.
Dan komt plots het goede nieuws dat de operatie al binnen enkele dagen kan doorgaan. Wat Annie echter niet weet is dat Eddie zijn huis en auto heeft verkocht om de operatie zelf te betalen. Annie's moeder komt hier wel achter, maar belooft te zwijgen als ze Eddie tegenkomt in het ziekenhuis. Aldaar kussen Annie en Eddie voor het eerst.

## Rolverdeling
| Acteur            | Personage             | Opmerkingen                                                       |
| ----------------- | --------------------- | ----------------------------------------------------------------- |
| Jennie Garth      | Annie Benchley        | Protagonist                                                       |
| Ethan Erickson    | Eddie Avedon          | Protagonist                                                       |
| Fred Willard      | Dick Brocton          | Eddies manager                                                    |
| Marilu Henner     | Carol                 | Annies moeder                                                     |
| Dannika Northcott | Taylor Benchley       | Annies dochtertje                                                 |
| Adam Karelin      | Kenny                 | Eddies jonge collega                                              |
| Zack Ward         | Scott Dunbar          | Eddies huisgenoot                                                 |
| Patrice Jennings  | Wendy                 | Annies collega                                                    |
| Todd Babcock      | Dr. Jeffrey Bramowitz | Oud-klasgenoot van Annie. Annies moeder probeert hen te koppelen. |